# Popice (Pologne)
Pour les articles homonymes, voir Popice.
Popice est une localité polonaise du gmina de Leśnica, située dans le powiat de Strzelce en voïvodie d'Opole.